# Frederico Ubaldo Della Rovere
Frederico Ubaldo Della Rovere, em italiano Federico Ubaldo della Rovere (16 de maio de 1605 - 28 de Junho de 1623), foi Duque de Urbino de 1621 a 1623. Era filho de Francisco Maria II Della Rovere e pai de Vitória Della Rovere.

## Biografia
Frederico Ubaldo, era o filho mais velho e herdeiro de Francisco Maria II Della Rovere, Duque de Urbino, e de Lívia Della Rovere, sendo seus pais primos em segundo grau.
Depois de um casamento estéril, seu pai enviuvou em 1598. Dado que ansiava por um herdeiro para o Ducado de Urbino, apressou-se a casar com sua prima Lívia Della Rovere em 1599, depois de obter a necessária dispensa Papal. Evitar-se-ía, assim, a extinção da família. Frederico Ubaldo foi o fruto deste segundo matrimónio.
Aos 16 amos de idade, seu pai abdicou entregando-lhe o governo do Ducado, pelo que Frederico Ubaldo se tornou Duque Soberano em 1621.
Para dar continuídade à família, casou com Cláudia de Médici, filha de Fernando I, Grão-duque da Toscana e de Cristina de Lorena. O casamento teve lugar em 1621 e no ano seguinte, Cláudia deu à luz uma menina, Vitória Della Rovere. Contudo, passado apenas um ano, Frederico Ubaldo faleceu em Urbino, com um ataque epiléptico, embora desde logo se tenha especulado que fora envenenado.
O pai teve que retomar o trono assistindo ao desaparecimento do seu único herdeiro varão, e acabou por entregar os seus estados ao Papado, que de imediato os integrou nos Estados da Igreja. A viúva, Cláudia de Médici, voltou a casar em 1626 com Leopoldo V da Áustria. A filha herdeira de Frederico Ubaldo casou em 1633 com o primo co-irmão, Fernando II de Médici, Grão-duque da Toscana, mas a sua linhagem extinguir-se-ía em 1737.

## Descendência
- Vitória Della Rovere (7 de fevereiro de 1622 – 5 de março de 1694) que veio a ser Grã-duquesa consorte da Toscana, com geração.[1][2][3]